# Tramvajová smyčka U Kříže

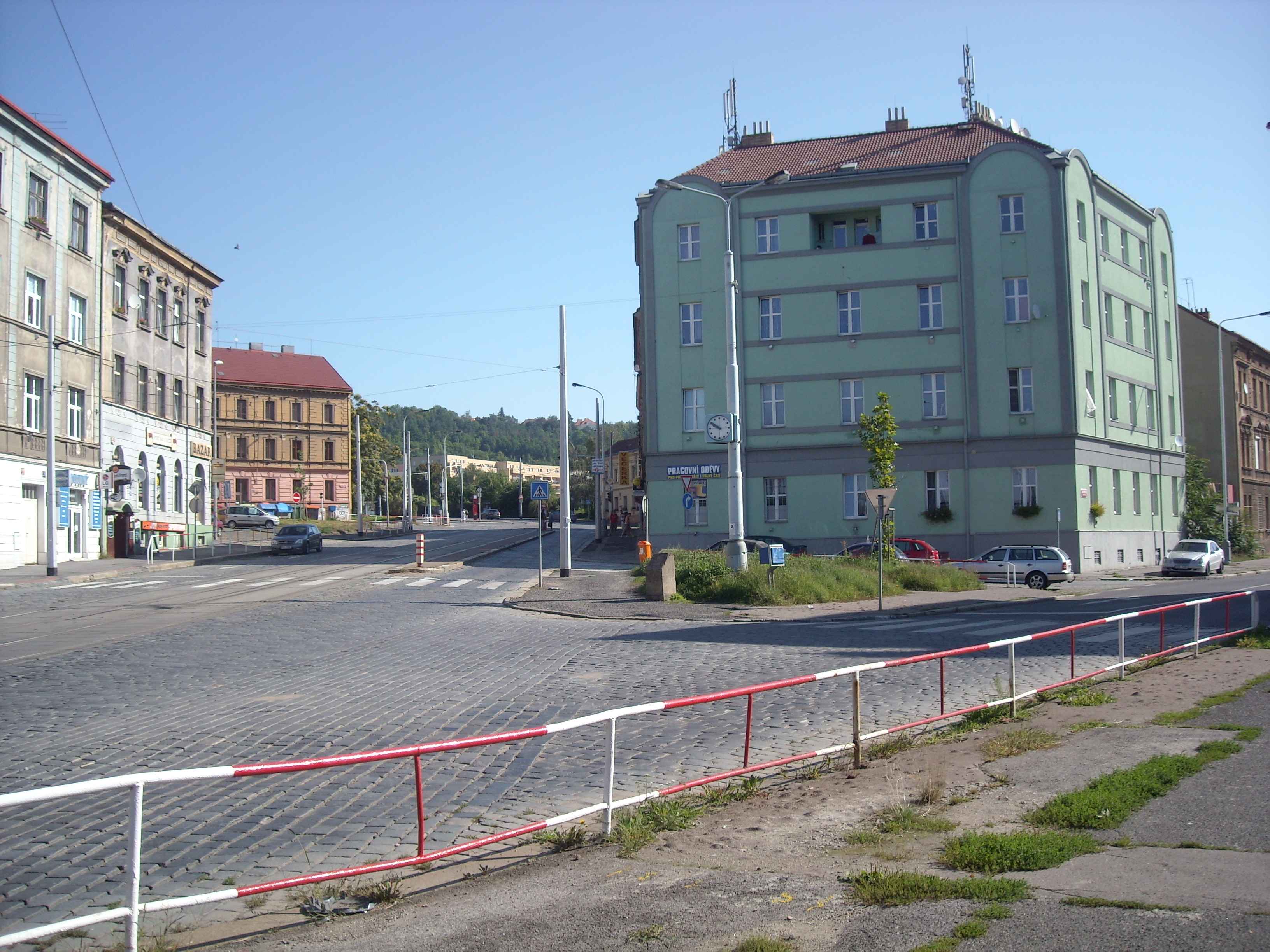
Místo odbočení smyčky ze Zenklovy do Prosecké, název U kříže se váže k betonovému sloupku uprostřed fotografie

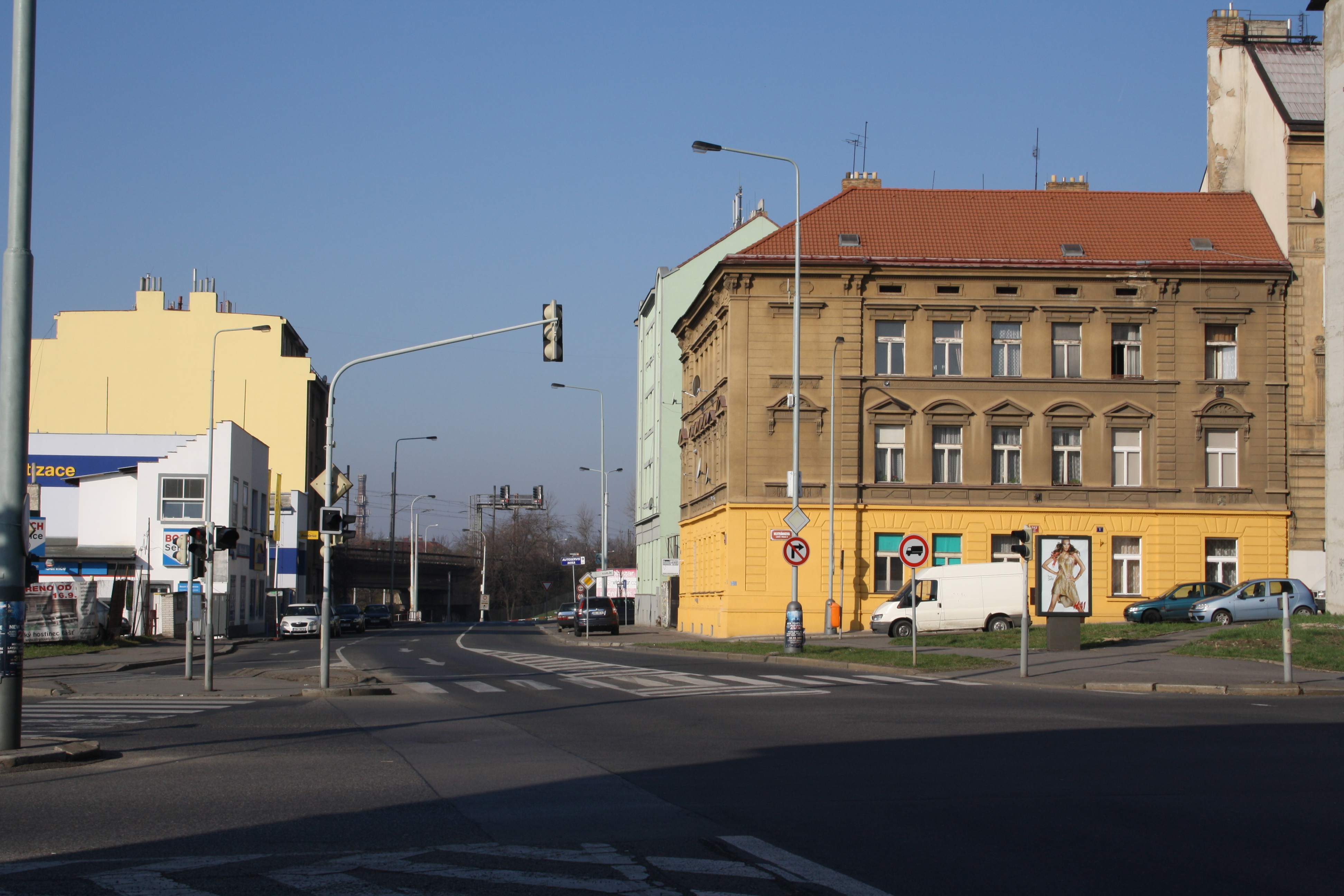
Pohled Proseckou ulicí směrem k Zenklově proti směru průjezdu smyčkou

Tramvajová smyčka U kříže byla bloková smyčka na pražské tramvajové trati Palmovka – Ke Stírce.
Smyčka byla umístěna v libeňské lokalitě U kříže (pomístním názvem Libušák) a fungovala v období od 31. července 1932 do 3. prosince 1968. Procházela ulicemi Prosecká, Hejtmánkova (od 1947; 1906 – 1940 a 1945 – 1947 Dalimilova; 1940 – 1945 Schleiferova) a Rudé armády (původně Fügnerova, dnes Zenklova). Po celou dobu existence byla smyčka jednokolejná. Přestože ve stejném místě byla trať při svém zřízení (tehdy jako součást Křižíkovy Elektrické drobné dráhy Praha - Libeň - Vysočany) ukončena, ukončení bývalo kusou kolejí, respektive po zdvojkolejnění přejezdem. Trať byla z lokality U kříže prodloužena směrem do Kobylis již v roce 1910.

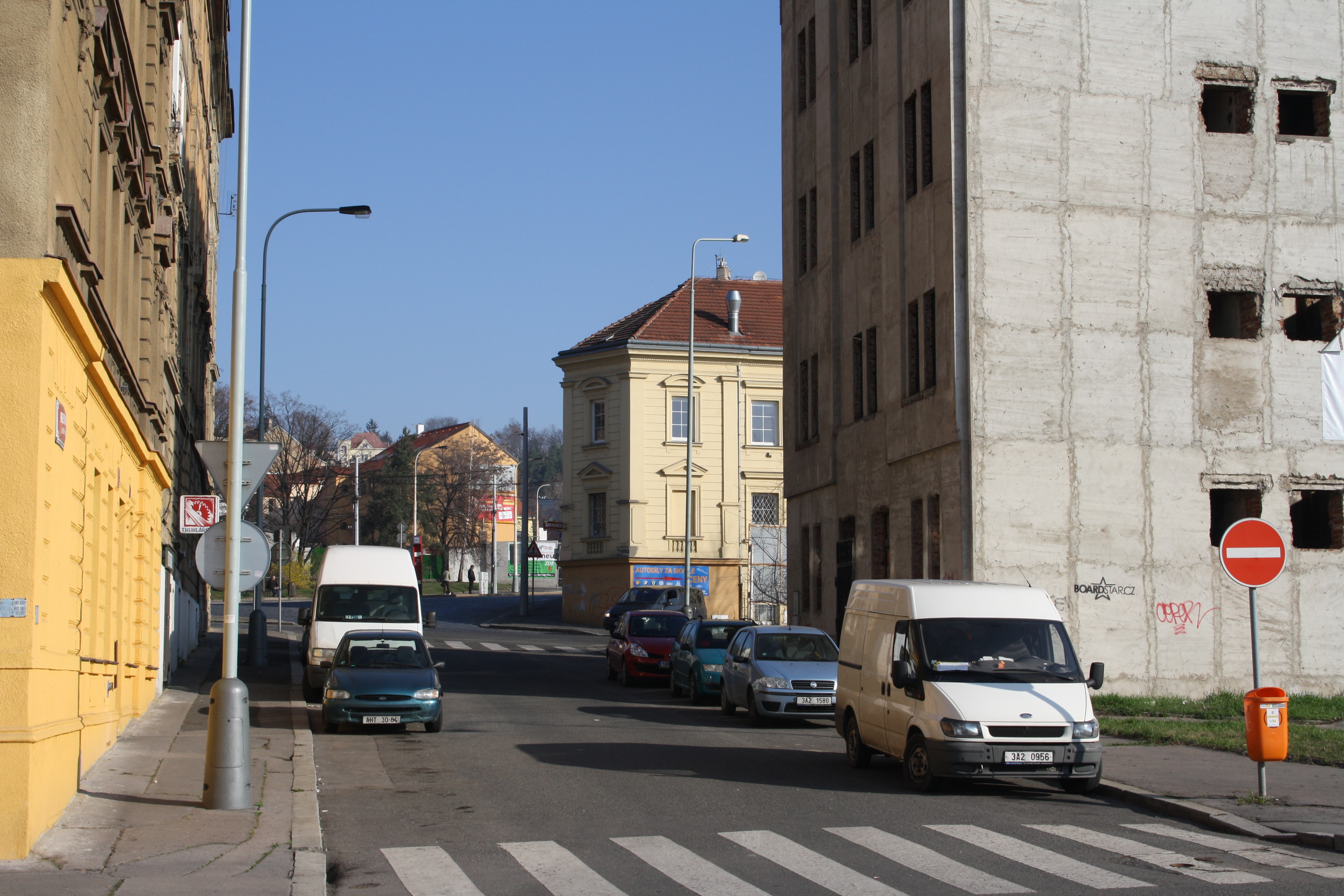
Hejtmánkova ulice, pohled po směru průjezdu smyčkou; při levém chodníku bývala nástupní stanice trolejbusu

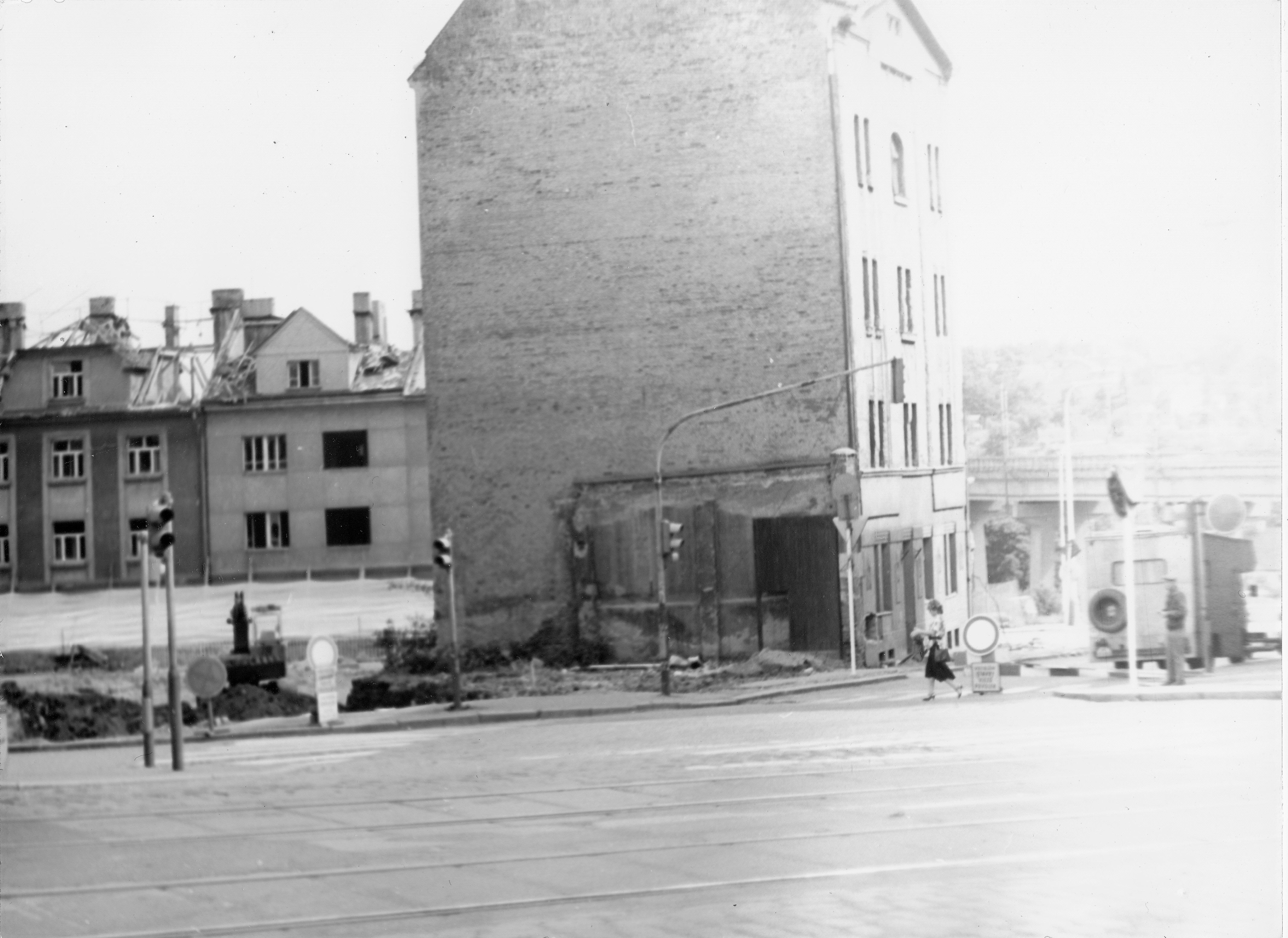
Hejtmánkova ulice z opačného směru než na předchozím snímku (stav v roce 1989)

V době od 24. srpna 1952 do 9. července 1965 procházela ulicí Hejtmánkovou také trolejbusová smyčka trati Libeň – Prosek – Čakovice, která měla v této ulici nástupní zastávku. Trolej tramvajové smyčky tak křižovala trolejbusové troleje na třech místech. Kolej smyčky nebyla vedena středem ulice, ale přimykala se k chodníku: v Prosecké k jižnímu chodníku, v Hejtmánkově k východnímu. V době před zrušením byl vjezd do smyčky pravým odbočením z trati ve směru od Palmovky (z centra) v křižovatce ulic Rudé armády, Prosecká, Kandertova, následně vedla kolej smyčky Proseckou ulicí, levým odbočením do Hejtmánkovy a opět levým odbočením do trati vedené ulicí Rudé armády ve směru na Palmovku (do centra).